# Eberhard Leibing
Eberhard Leibing (* 19. April 1940 in Geislingen an der Steige) ist ein deutscher politischer Beamter.

## Leben
Eberhard Leibings Vater war der Politiker Christian Leibing. Eberhard Leibing studierte Agrar- und Wirtschaftswissenschaft an den Universitäten Hohenheim, Berlin und Kiel und wurde 1973 zum Doktor der Wirtschafts- und Sozialwissenschaften promoviert.
Seine Verwaltungslaufbahn begann Leibing 1962 im Ernährungsministerium Baden-Württemberg. Später war er auch im Regierungspräsidium Stuttgart und im Staatsministerium Baden-Württemberg tätig, wo er unter anderem von 1979 bis 1982 stellvertretender Sprecher der Landesregierung (Kabinette Späth I und II) war. Von 1986 bis 1992 war er als Ministerialdirektor der Amtschef im Ministerium für Wirtschaft, Mittelstand und Technologie Baden-Württemberg unter den Ministern Martin Herzog und Hermann Schaufler, ab 1990 mit der Amtsbezeichnung Staatssekretär. Nach der Bildung des Kabinetts Teufel II und der Übernahme des Wirtschaftsministeriums durch die SPD im Juni 1992 wurde er in den einstweiligen Ruhestand versetzt. Am 1. September 1992 wurde Leibing als Nachfolger von Max Wingen zum Präsidenten des Statistischen Landesamtes Baden-Württemberg ernannt. Am 1. Oktober 2001 wurde Leibing als Nachfolger von Winfried Grupp zum Direktor des Landtags von Baden-Württemberg berufen. Dieses Amt hatte er bis zu seinem Eintritt in den Ruhestand am 30. April 2005 inne. Ihm folgte Ulrich Lochmann nach.
Leibing war Mitglied der CDU, aus der er im Jahr 2021 nach 57-jähriger Mitgliedschaft austrat. Er begründete seinen Austritt damit, dass die CDU „ausgelaugt und ideenlos“ sei. Die Partei habe „viel zu sehr dem Kapital gefrönt“, Oligopole zugelassen und sich „zum Vasallen des Bauernverbandes gemacht“. Der Frauenanteil in der Partei sei „beschämend“ und die ökologische Frage sei den Grünen überlassen worden.
Leibing lebt in Lonsee-Radelstetten.

## Ehrungen und Auszeichnungen
- 2003: Hofrat[6]

## Werke
- Optimale Organisationsmöglichkeiten landwirtschaftlicher Nebenerwerbsbetriebe. 1973.
- Evangelische Martinskirche Radelstetten. 2013.